# Jake LaRavia
Jacob Glen „Jake” LaRavia (ur. 3 listopada 2001 w Pasadenie) – amerykański koszykarz, występujący na pozycjach niskiego lub silnego skrzydłowego, aktualnie zawodnik Memphis Grizzlies.

## Osiągnięcia
Stan na 28 stycznia 2023, na podstawie, o ile nie zaznaczono inaczej.
NCAA
- Zaliczony do:
  - I składu najlepszych:
    - nowo przybyłych zawodników konferencji Missouri Valley Conference (MVC – 2020)
    - pierwszorocznych zawodników MVC (2020)

  - II składu:
    - konferencji Atlantic Coast (ACC – 2022)
    - MVC (2021)
- Zawodnik kolejki ACC (24.01.2022, 21.02.2022)
- Najlepszy nowo przybyły zawodnik kolejki MVC (24.02.2020, 6.01.2020)